# José Ignacio Latorre
José Ignacio Latorre Sentís (Barcelona, 1959) es un físico cuántico, investigador, divulgador científico y catedrático universitario español.

## Biografía
José Ignacio Latorre se doctoró en Teoría de la Cromodinámica cuántica de las partículas elementales en la Universidad de Barcelona y realizó un primer posdoctorado en el Instituto Tecnológico de Massachusetts (MIT) y, posteriormente, un segundo en el Instituto Niels Bohr de Copenhague. Creó el grupo NNPDF, que usa la inteligencia artificial para analizar los datos del colisionador de partículas LHC (Gran Colisionador de Hadrones) en el CERN (Organización Europea para la Investigación Nuclear). Ha sido director del Centro de Ciencias de Benasque Pedro Pascual. Fue Long Term Visiting Professor en el Centro de Tecnologías Cuánticas de Singapur.
Latorre ha investigado en física teórica, en aplicaciones de inteligencia artificial y en la teoría de la información cuántica. Es catedrático de Física Teórica en la Universidad de Barcelona. A principios de 2020, se trasladó a Abu Dabi para crear un centro de computación cuántica. En mayo de 2020, fue nombrado nuevo director del Centre for Quantum Technologies de Singapur.
En cuanto a su faceta divulgativa de la física cuántica, ha escrito tres libros: La Nada, o el vacío cuántico (Batiscafo, 2016), Cuántica, tu futuro en juego (Ariel, 2017) y Ética para máquinas (Ariel, 2019). Ha producido dos documentales, uno de los cuales recoge los recuerdos de Roy Glauber, científico del Proyecto Manhattan.